# Bahnstrecke Salva–Vișeu de Jos
| Viadukt bei Telciu |                      |                          |                          |
| |                      |                          |                          |
| Kursbuchstrecke (CFR): | 409                  |                          |                          |
| Streckenlänge: | 60,428 km            |                          |                          |
| Spurweite: | 1435 mm (Normalspur) |                          |                          |
| |                      |                          |                          |
| \| \| \| von Beclean pe Someș \| \| \| \| 0,000 \| Salva \| Salva \| \| \| \| nach Rodna Veche \| \| \| \| 9,484 \| Coșbuc \| Coșbuc \| \| \| \| Sălăuța \| \| \| \| 12 \| Bichigiu \| Bichigiu \| \| \| 15,201 \| Telciu \| Telciu \| \| \| 20 \| Fiezel \| Fiezel \| \| \| 24,559 \| Fiad \| Fiad \| \| \| \| \| \| \| \| 31,260 \| Romuli (ehem. Bf) \| Romuli (ehem. Bf) \| \| \| 37,033 \| Dealu Ștefăniței \| Dealu Ștefăniței \| \| \| \| Tunnel (2388 m Länge) \| \| \| \| \| \| \| \| \| \| Iza \| \| \| \| 45,187 \| Săcel (ehem. Bf) \| Săcel (ehem. Bf) \| \| \| 52,255 \| Iza (ehem. Bf) \| Iza (ehem. Bf) \| \| \| \| Tunnel (ca. 700 m Länge) \| \| \| \| \| von Borșa \| \| \| \| 60,428 \| Vișeu de Jos \| Vișeu de Jos \| \| \| \| nach Valea Vișeului \| \| |                      |                          |                          |
| Strecke |                      | von Beclean pe Someș     | von Beclean pe Someș     |
| Bahnhof | 0,000                | Salva                    | Salva                    |
| Abzweig geradeaus und nach rechts |                      | nach Rodna Veche         | nach Rodna Veche         |
| Bahnhof | 9,484                | Coșbuc                   | Coșbuc                   |
| Brücke über Wasserlauf |                      | Sălăuța                  | Sălăuța                  |
| Haltepunkt / Haltestelle | 12                   | Bichigiu                 | Bichigiu                 |
| Bahnhof | 15,201               | Telciu                   | Telciu                   |
| Haltepunkt / Haltestelle | 20                   | Fiezel                   | Fiezel                   |
| Bahnhof | 24,559               | Fiad                     | Fiad                     |
| Tunnel |                      |                          |                          |
| Haltepunkt / Haltestelle | 31,260               | Romuli (ehem. Bf)        | Romuli (ehem. Bf)        |
| Bahnhof | 37,033               | Dealu Ștefăniței         | Dealu Ștefăniței         |
| Tunnel |                      | Tunnel (2388 m Länge)    | Tunnel (2388 m Länge)    |
| Tunnel |                      |                          |                          |
| Brücke über Wasserlauf |                      | Iza                      | Iza                      |
| Haltepunkt / Haltestelle | 45,187               | Săcel (ehem. Bf)         | Săcel (ehem. Bf)         |
| Haltepunkt / Haltestelle | 52,255               | Iza (ehem. Bf)           | Iza (ehem. Bf)           |
| Tunnel |                      | Tunnel (ca. 700 m Länge) | Tunnel (ca. 700 m Länge) |
| Abzweig geradeaus und von rechts |                      | von Borșa                | von Borșa                |
| Bahnhof | 60,428               | Vișeu de Jos             | Vișeu de Jos             |
| Strecke |                      | nach Valea Vișeului      | nach Valea Vișeului      |

Die Bahnstrecke Salva–Vișeu de Jos ist eine Hauptbahn in Rumänien. Sie verläuft vom Norden Siebenbürgens in das Maramureș-Becken.

## Geschichte
Der Bau der Strecke machte sich durch politische Gegebenheiten erforderlich. Im Jahre 1872 wurde die Bahnstrecke Satu Mare–Sighetu Marmației eröffnet. Damit war das Maramureș-Becken durch das Tal der Theiß an das Eisenbahnnetz angebunden. Damals gehörte die gesamte Region zum Königreich Ungarn innerhalb der habsburgischen Doppelmonarchie. Durch die Linien Sighetu Marmației–Iwano-Frankiwsk (1895) und Valea Vișeului–Borșa (1913) wurden weitere Gebiete der Maramureș erschlossen.
Am Ende des Ersten Weltkrieges zerfiel Österreich-Ungarn. Im Vertrag von Trianon gelangte Siebenbürgen an Rumänien; das Komitat Máramaros (Maramureș) wurde zwischen Rumänien und der Tschechoslowakei geteilt. Dabei überquerte die neue Staatsgrenze auch die Strecke Satu Mare–Sighetu Marmației, so dass die Bahnlinien im rumänischen Teil der Maramureș keine Verbindung zum übrigen Eisenbahnnetz des Landes hatten.
In der Zwischenkriegszeit wurden von Seiten der rumänischen Regierung Überlegungen angestellt, von Siebenbürgen aus eine Bahnlinie in das Maramureș-Becken zu errichten. Ende der 1930er Jahre begann man von Salva an der Bahnstrecke Beclean pe Someș–Rodna Veche aus mit dem Bau einer Linie im Tal der Sălăuța, um über den Șetref-Pass den Ort Vișeu de Jos zu erreichen. Im Jahr 1939 wurde der 15 km lange Abschnitt von Salva nach Telciu in Betrieb genommen. Die Weiterführung erforderte den Bau mehrerer Brücken und Tunnel, so dass man sich zunächst zum Bau einer Schmalspurbahn entschloss, die von Telciu ausging und die Bahnstrecke Valea Vișeului–Borșa in der Nähe der Ortschaft Moisei erreichte. Sie wurde 1940 eröffnet.
Im Ergebnis der Wiener Schiedssprüche 1939/1940 kamen sowohl Nordsiebenbürgen als auch die gesamte Maramureș (d. h. sowohl der rumänische als auch der tschechoslowakische Teil) wieder zu Ungarn; die Verbindung zwischen Salva und Vișeu de Jos verlor an Bedeutung. Die Fertigstellung der Normalspurbahn wurde von den ungarischen Behörden nicht weiter verfolgt.
Nach dem Zweiten Weltkrieg wurde die Maramureș in der Pariser Friedenskonferenz 1946 erneut geteilt; der Südteil gelangte wieder an Rumänien, der Nordteil diesmal nicht an die Tschechoslowakei, sondern an die Sowjetunion. Dadurch gewann für Rumänien der in der Vorkriegszeit begonnene Bau wieder an Aktualität.
In den Jahren 1948 und 1949 wurde der noch fehlende Abschnitt zwischen Telciu und Vișeu de Jos fertiggestellt. Dabei war der Bau von mehreren Viadukten und fünf Tunneln erforderlich, von denen der Tunnel unter dem Șetref-Pass zwischen dem Țibleș- und dem Rodna-Gebirge mit einer Länge von 2.388 m der längste war. Die feierliche Eröffnung erfolgte am 28. Dezember 1949 in Dealul Ștefăniței.

## Heutige Situation
Die Strecke ist eingleisig und nicht elektrifiziert. Die Strecke wird im Jahr 2025 ausschließlich mit Lokomotiven der Lokbaureihe CFR-Baureihe 060 DA sowie der modernisierten Variante 064 DA betrieben. Die rumänische Staatsbahn beabsichtigt die Strecke in Zukunft mit Triebwagen der Baureihe vom Typ Siemens Desiro Classic zu betrieben und führt diesbezüglich Tests durch. Auf manchen Viadukten zwischen Telciu und Romuli gelten aufgrund des schlechten Gleiszustandes Geschwindigkeitsherabsetzungen auf 10 km/h. Der weitere Betrieb der Strecke ist aufgrund von schlechtem Gleiszustand sowie einigen maroden Viadukten in den nächsten Jahren ungewiss.
Fast alle Unterwegsbahnhöfe besitzen mechanische Stellwerke und Formsignale. Der Bahnhof Săcel wurde im Oktober 2024 außer Betrieb genommen und ist nun lediglich ein Haltepunkt. Es verkehren zwei Zugpaare von Reisezügen, sonntags lediglich eines. Im März 2024 erteilte der staatliche Infrastrukturbetreiber Compania Națională de Căi Ferate dem ebenfalls staatlichen Eisenbahnverkehrsunternehmen CFR Călători ein ab dem Fahrplanwechsel im Dezember 2024 geltendes Verbot zur Befahrung der Strecke mit den herkömmlichen Diesellokomotiven aufgrund zweier sanierungsbedürftiger Viadukte. Im Sommer 2024 fanden daraufhin Probefahrten für den Einsatz von leichteren Dieseltriebwagen des Typs Siemens Desiro statt. Im Oktober 2024 wurde jedoch bekannt, dass CFR Călători im Moment keine Möglichkeit zum planmäßigen Einsatz der Dieseltriebwagen oder leichteren Diesellokomotiven habe und der Verkehr auf der Gesamtstrecke bis Sighetu Marmației somit gänzlich eingestellt werden könnte.

## Galerie

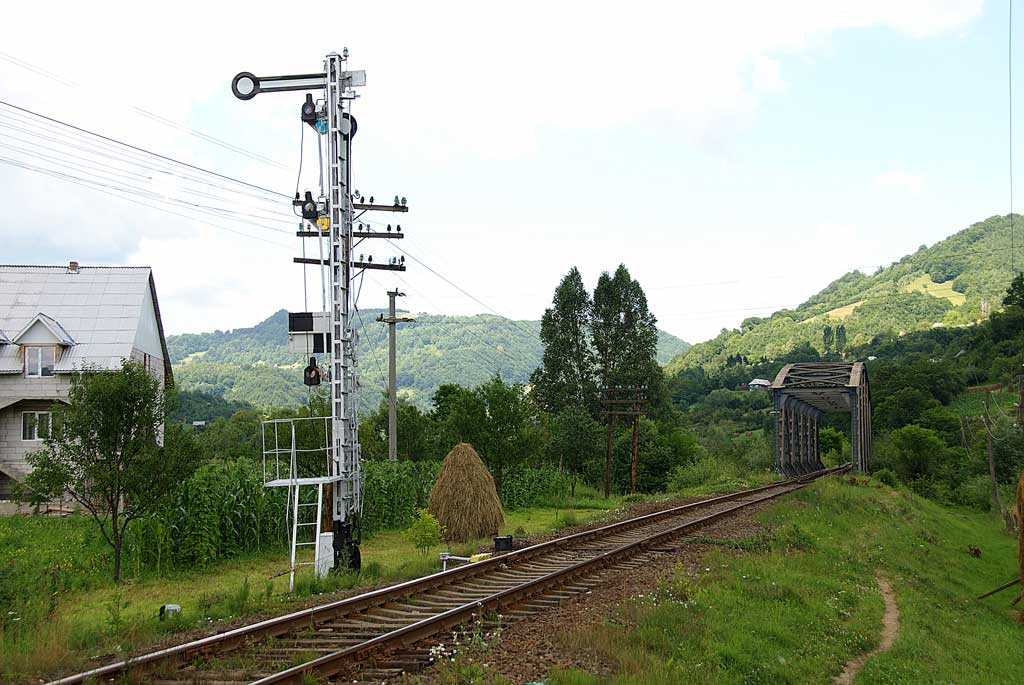
Strecke bei Coşbuc
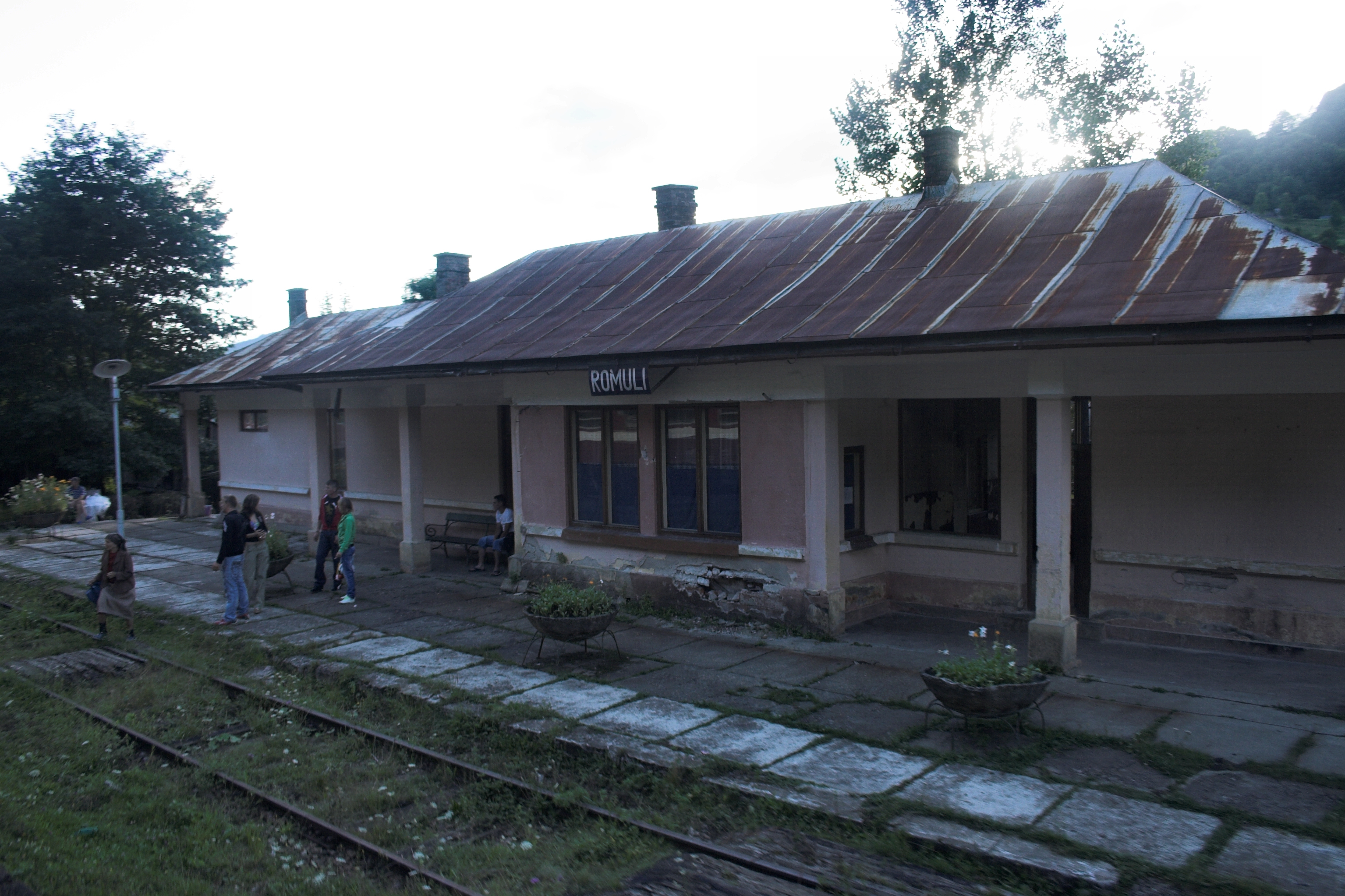
Bahnstation in Romuli
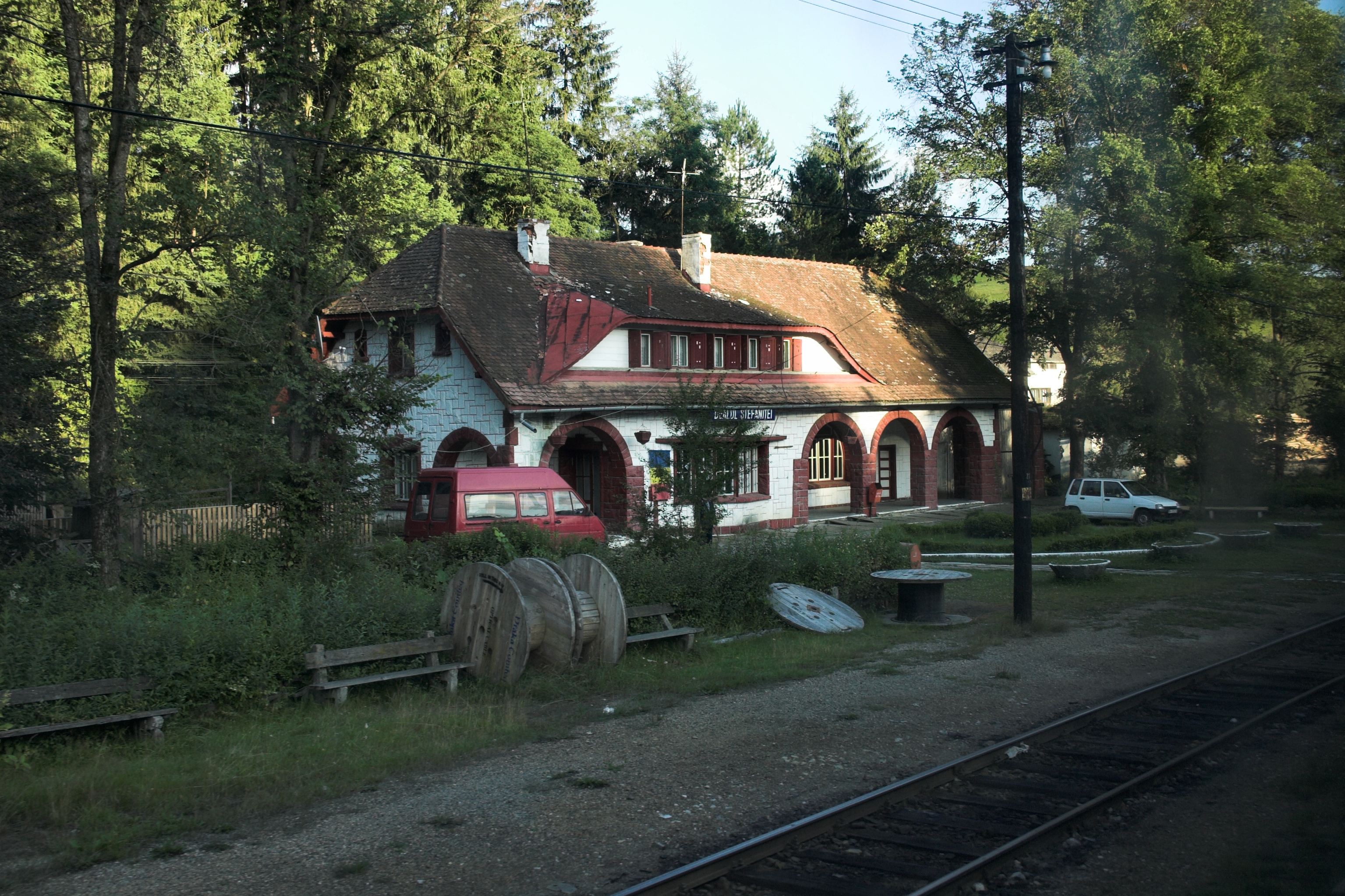
Bahnstation in Dealul Ştefaniţei
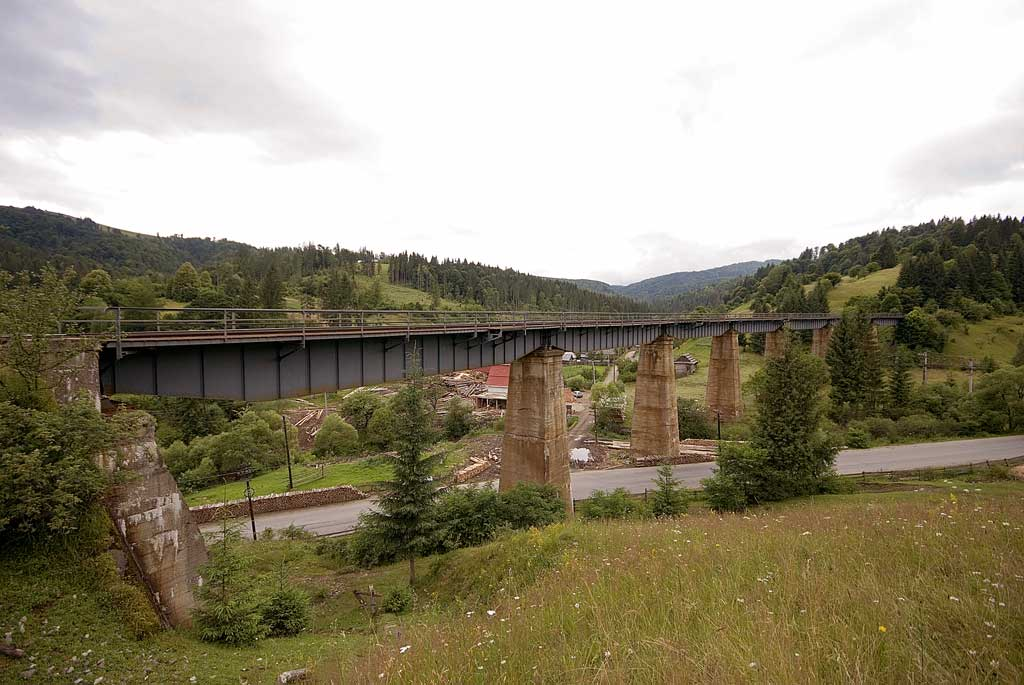
Brücke bei Dealul Ştefaniţei
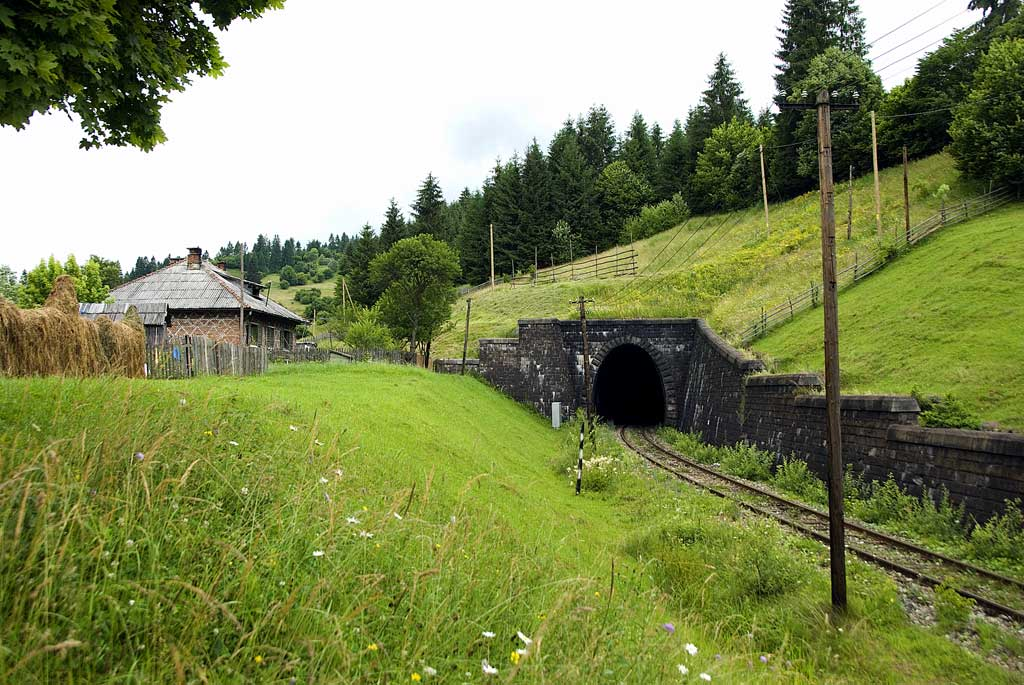
Tunnel bei Dealul Ştefaniţei
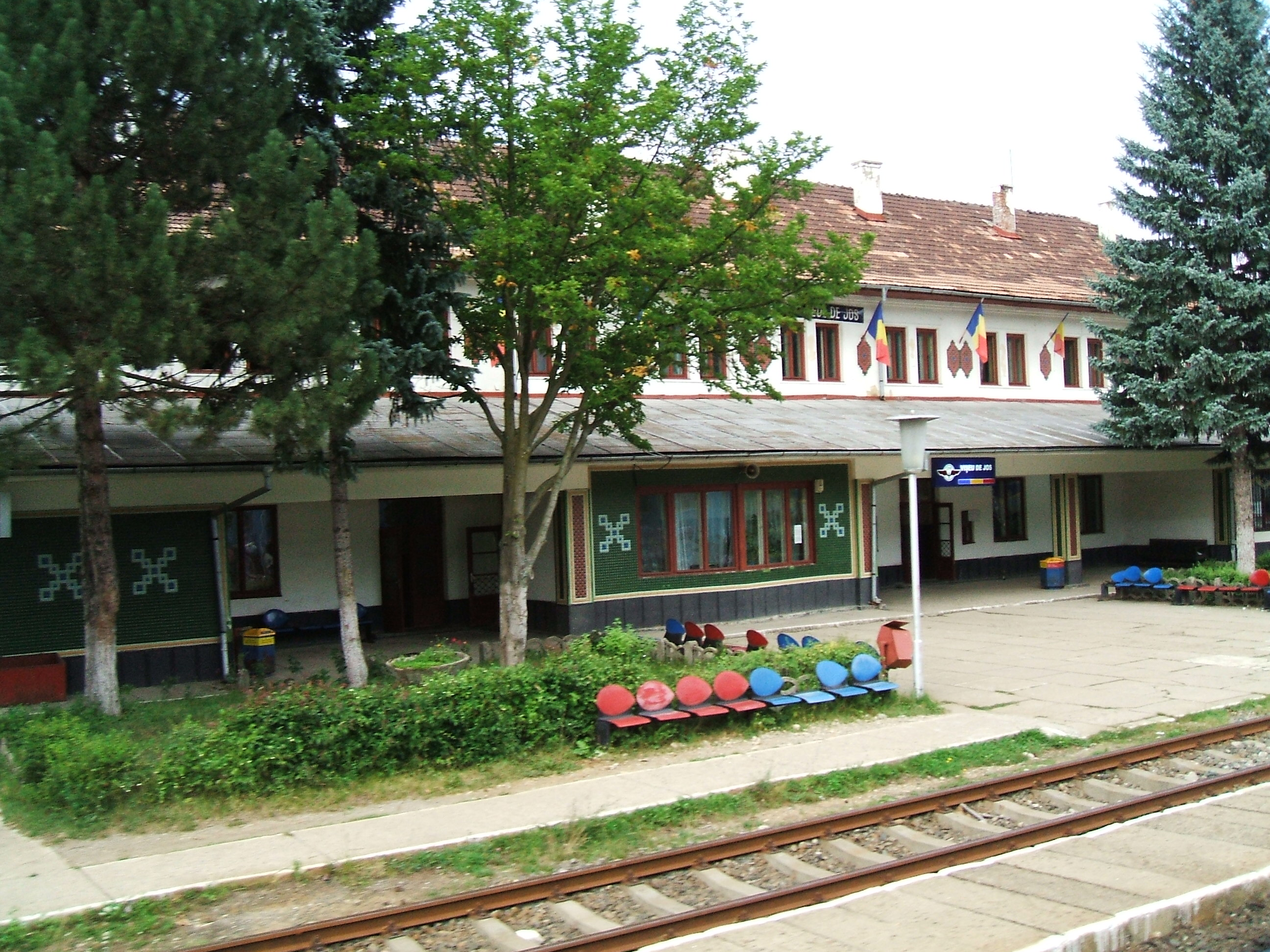
Bahnhof in Vişeu de Jos
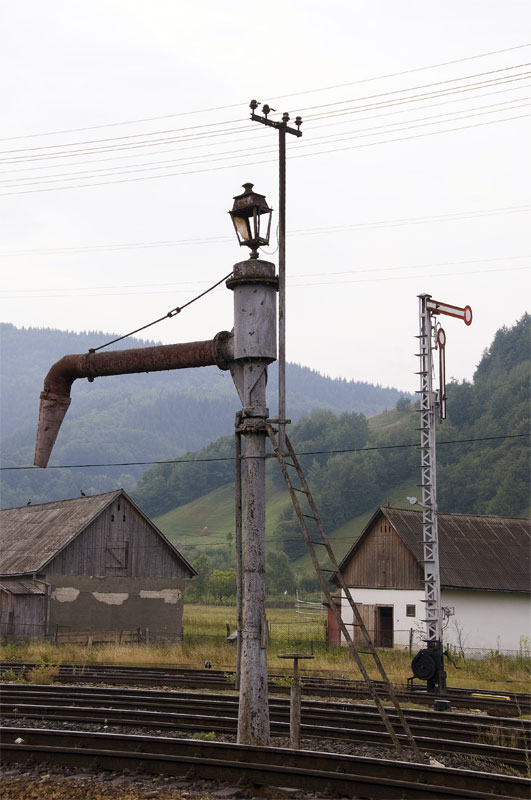
Bahnhof in Vişeu de Jos
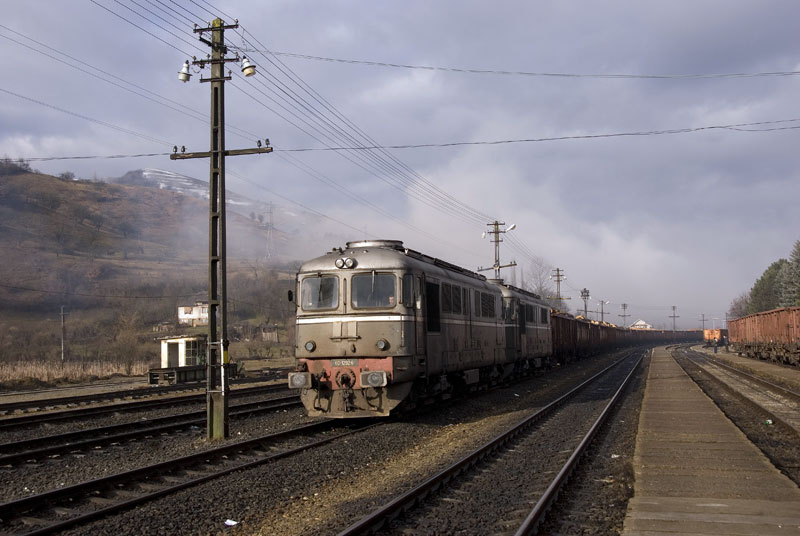
Bahnhof in Vişeu de Jos